# Olga Kai
Olga Kai (Dnyipropetrovszk, 1982. március 23. –) ukrán tudományos fantasztikus író. Alkotásait a kaland, a romantikus és társadalmi fantasy jellemzi, de meséket is ír a gyermekek számára. Orosz és ukrán nyelven ír, a művei újságokban, folyóiratokban, gyűjteményekben, hangoskönyvben és almanachokban jelentek meg.

## Művei
- Портрет з минулого (2012) Portré a múltból
- Ведьмина тропа (2013) Boszorkányösvény
- Загадать желание (oroszul) (2013) Kívánj valamit
- Невеста императора (2014) A császár menyasszonya
- Гемоды не смотрят в небо (2018) A hemódok nem néznek az égre

## Díjai, elismerései
- A Modern irreális próza nemzetközi irodalmi verseny döntőse (2006)
- Gyermek- és ifjúsági alkotások ukrán versenyének döntőse (2008)[2]
- A "Fiatal Múzeum" regionális irodalmi verseny nyertese (2008, 2011)
- Az Ukrajna regionális irodalmi verseny győztese (2011)[3]
- Kreatív ifjúsági verseny, a Dnyipro irodalmi reménye 2011 nyertese (2011)
- A 2013-as Ukrán Kreatív Ifjúsági Találkozó díja – 2. helyezés

## Fordítás
- Ez a szócikk részben vagy egészben  a(z)   Кай, Ольга című orosz Wikipédia-szócikk ezen változatának fordításán alapul.  Az eredeti cikk szerkesztőit annak laptörténete sorolja fel. Ez a jelzés csupán a megfogalmazás eredetét és a szerzői jogokat jelzi, nem szolgál a cikkben szereplő információk forrásmegjelöléseként.